# Герлафінген
Герлафінген (нім. Gerlafingen) — громада  в Швейцарії в кантоні Золотурн, округ Вассерамт.

## Географія
Громада розташована на відстані близько 27 км на північ від Берна, 5 км на південний схід від Золотурна.
Герлафінген має площу 1,9 км², з яких на 79,9% дозволяється будівництво (житлове та будівництво доріг), 9% використовуються в сільськогосподарських цілях, 10,1% зайнято лісами, 1,1% не є продуктивними (річки, льодовики або гори).

## Демографія
2019 року в громаді мешкало 5336 осіб (+11,5% порівняно з 2010 роком), іноземців було 39,5%. Густота населення становила 2884 осіб/км².
За віковим діапазоном населення розподілялося таким чином: 22,3% — особи молодші 20 років, 60,4% — особи у віці 20—64 років, 17,4% — особи у віці 65 років та старші. Було 2272 помешкань (у середньому 2,3 особи в помешканні).